# マルクトロイガスト
マルクトロイガスト (ドイツ語: Marktleugast) は、ドイツ連邦共和国バイエルン州クルムバッハ郡（オーバーフランケン行政管区）に属する市場町でマルクトロイガスト行政共同体の本部所在地。

## 地理

### 位置
マルクトロイガストは、フランケンヴァルト自然公園の南東の端に位置する。

### 自治体の構成
この町は、公式には25の地区 (Ort) からなる。このうち小集落や孤立農場などを除く集落を以下に列記する。
| - グロースラーミューレ - ヒンターレーベルク - ホーエンベルク - マンスフルール - マリエンヴァイアー - マルクトロイガスト | - ノイエンゾルク - ノイグッテンベルク - シュタインバッハ - タンネンヴィルツハウス - トラインドルフ |

## 歴史
マルクトロイガストは1329年に初めて文献に現れる。
マルクトロイガスト集落（かつてはルビガストと称した）は、昔はランクハイム修道院の所有地であった。これは、皇帝ルートヴィヒ4世の1329年から1331年の命令書で確認できる。この命令書はラクハイムの修道院長に付与する権利を言い渡したもので、ロイガストでの死刑宣告権を与えている。1384年にロイガストはランクハイム修道院長フリードリヒからバンベルク君主司教ランベルトに売却された。
時が経つうちにロイガストはラーベンシュタイン家の所領になっていた。一族はこの教会のある場所に城を構えた。宗教改革の時代、この一族の一員がプロテスタントに改宗し、世襲財産としてラーベネックとラーベンシュタイン・バイ・ヴァイシュエンフェルトを引き継いだ。この分家は1618年頃に2歳の当主が天然痘で亡くなり、断絶した。同じ一族のカトリックの家系は、ロイガストにとどまり、断絶した分家の所領と教会の財産も遺言により受け継いだ。城はおそらく宗教改革の時代に、この辺り一帯で暴れ回ったスウェーデン軍により破壊されたと推測されている。この廃墟に小さな教会が建設された。
町の人口増加で教会が手狭になり、時代を経て老朽化したことから、バンベルクの君主司教でマインツ選帝侯のロタール・フランツ・フォン・シェーンブルン (1655 - 1729)は、ロイガストの町に新しい教会建設のための寄付を募ることを許可した。現在の教会は1762年から1782年に完成し、補佐司教のニチュケが落成式を執り行った。この教会の守護聖人は殉教者バルトロマイと聖マルティヌスである。この教会は十四聖人の大きな天井画を有している。
1848年革命の影響はロイガストにも例外なく訪れ、大きな変革がもたらされた。1849年になると困窮者はずっと増え、マルクトロイガストやその周辺地域の多くの人がアメリカへ出稼ぎに出かけた。
19世紀半ばにマルクトロイガストは、悲惨な火災に繰り返し襲われた。この世紀の終わりになってもマルクトロイガストにもたらされた技術や進歩は遅々たるものであった。1899年に初めて街灯が灯り、1901年には、市民の寄付により、一部ではあるが水道が建設された。第一次世界大戦では甚大な犠牲者を出したが、その中でマルクトロイガストの婦人たちは、自分たちだけで建設などの重労働をこなし賞賛を集めた。
第二次世界大戦もマルクトロイガストとその住民に傷を遺していった。特に外国部隊による占領は大きな苦痛となった。騒然とした戦後の時期に住民の構成や数は変化した。難民たちがマンスフルールという新しい入植地を形成した。1956年にはその地区に学校と福音派教会が建設された。繊維産業を中心に、工業、商業、工芸と行った産業、後には経済部門が、適切な時期に定住したために、マルクトロイガストの旧来の単構造な経済構造は是正されていった。現在では、多くの人々がマルクトロイガストやその小地区で、仕事や生活の場を見いだしている。
地方自治体の重要性が拡大した。排水網、街路照明、上水道が重点的に改善され、一部は新たに設置された。それまでは独立であった自治体との合併もあった。トラインドルフ（1971年）、マリエンヴァイハー（1977年）、ノイエンゾルクとホーヘンベルク（1978年）、さらにはマルクト・グラーフェンゲハイクとの行政共同体の形成で自治体の再編成をひとまず完了した。統一後の行政機関所在地は準備計画の段階からマルクトロイガストに決まり、1981年の秋に新しい行政庁舎が地区の中央に置かれた。社会基盤の整備・改善に対するマルクトロイガストの長年の努力は、小規模中心の認可という形で評価された。

## 行政

### 議会
マルクトロイガストの議会は町長を含めて17議席である。

### 友好都市
Pilisszentiván （ハンガリー）

## 文化と見所

### レジャー
マルクトロイガストはフランケンヴァルト自然公園内に位置しており、住民やゲストに、魅力的で変化に富んだ風景の様々な自然遊歩道を提供している。特に冬には理想的なスキーゲレンデが用意されている。また地域のサークルが、自由に参加できるスポーツ活動や多彩なプログラムを作成している。その内容は、サッカー、ハンドボール、体操やレスリングから射撃、釣り、模型飛行機、チェスや山歩きなどがある。

### 建造物
- マリエンヴァイハー地区のマリエンヴァイハー修道院とカトリックの教区・巡礼バシリカ教会 マリア・ハイムズーヒュンク： 毎年多くの信者が訪れるドイツでもっとも古い巡礼教会の一つ。豪華な内陣を持つ。

## 引用
1. ↑  https://www.statistikdaten.bayern.de/genesis/online?operation=result&code=12411-003r&leerzeilen=false&language=de Genesis-Online-Datenbank des Bayerischen Landesamtes für Statistik Tabelle 12411-003r Fortschreibung des Bevölkerungsstandes: Gemeinden, Stichtag (Einwohnerzahlen auf Grundlage des Zensus 2011)
2. ↑  Bayerische Landesbibliothek Online